# Little Round Lake
Little Round Lake és una concentració de població designada pel cens dels Estats Units a l'estat de Wisconsin. Segons el cens del 2000 tenia 948 habitants.

## Demografia
Segons el cens del 2000, Little Round Lake tenia 948 habitants, 273 habitatges, i 235 famílies. La densitat de població era de 41,5 habitants per km².
Dels 273 habitatges en un 63% hi vivien nens de menys de 18 anys, en un 22% hi vivien parelles casades, en un 50,9% dones solteres, i en un 13,6% no eren unitats familiars. En el 9,9% dels habitatges hi vivien persones soles el 3,7% de les quals corresponia a persones de 65 anys o més que vivien soles. El nombre mitjà de persones vivint en cada habitatge era de 3,47 i el nombre mitjà de persones que vivien en cada família era de 3,52.
Per edats la població es repartia de la següent manera: un 45,3% tenia menys de 18 anys, un 9,3% entre 18 i 24, un 27,5% entre 25 i 44, un 13,2% de 45 a 60 i un 4,7% 65 anys o més.
L'edat mediana era de 21 anys. Per cada 100 dones de 18 o més anys hi havia 80,8 homes.
La renda mediana per habitatge era de 17.574 $ i la renda mediana per família de 17.019 $. Els homes tenien una renda mediana de 23.036 $ mentre que les dones 20.104 $. La renda per capita de la població era de 7.819 $. Aproximadament el 42,8% de les famílies i el 42,7% de la població estaven per davall del llindar de pobresa.

## Poblacions més properes
El següent diagrama mostra les poblacions més properes.